# Eremita

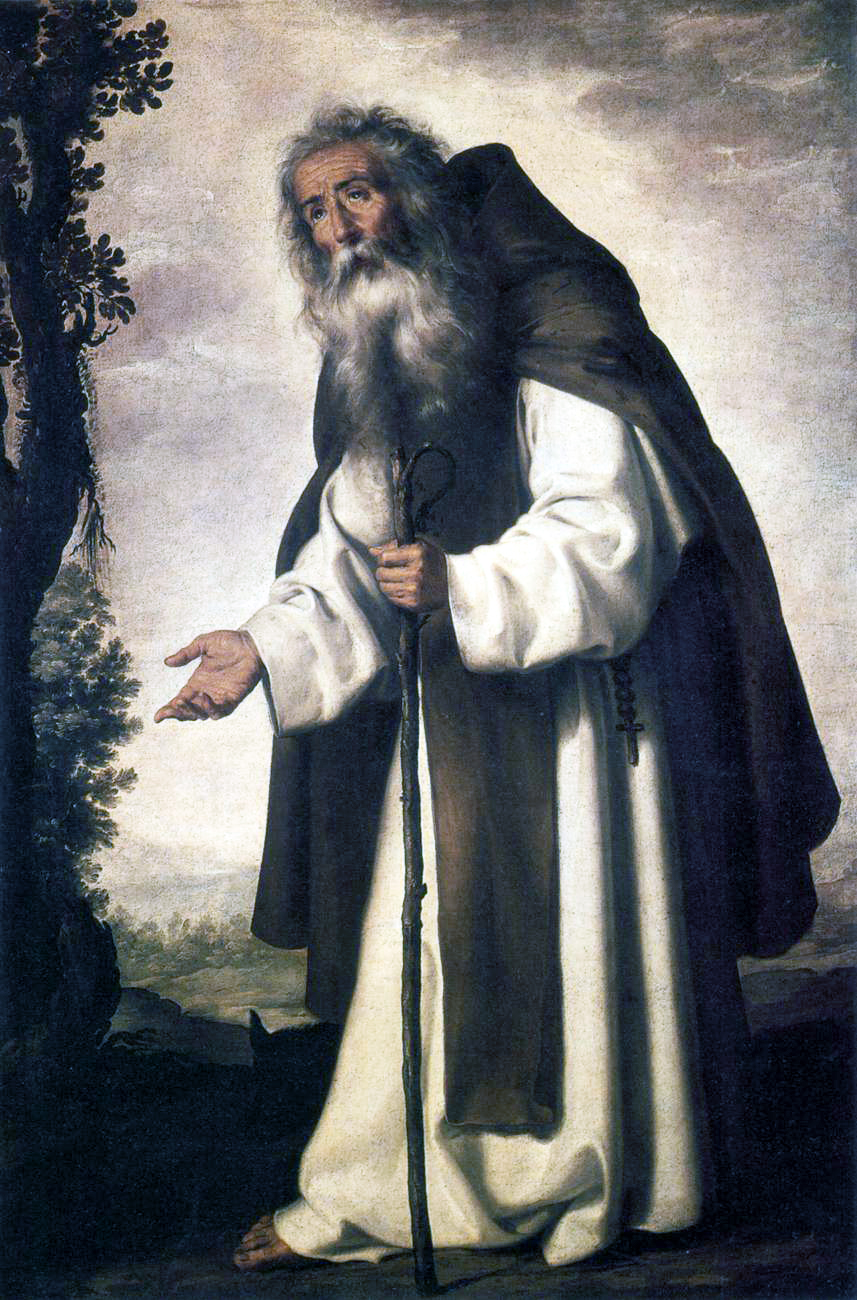
Santo Antão do Deserto

Um eremita ou ermitão é um indivíduo que, usualmente por penitência, religiosidade, misantropia ou simples amor à natureza, vive em um lugar deserto, isolado. O local de sua morada é designado eremitério. Na história da Igreja Católica há um capítulo importante sobre os eremitas e o desenvolvimento da vida monástica, com destaque para Santo Antão do Deserto.

## O eremitismo cristão na história

### O eremitismo nos primeiros séculos doCristianismo
O eremitismo apresenta dois momentos fortes de expansão: o primeiro na Antiguidade, nos séculos III e IV e o segundo na Idade Média, nos séculos XII e XIII.
O primeiro período, entre os séculos III e IV, assiste o surgimento da espiritualidade dos Padres do Deserto, que buscavam através de um estilo de vida austero e contemplativo a união com Deus no deserto do Egito. Eles atraíam muitos seguidores para seus retiros, direção espiritual e conselhos. Estão na raiz do monaquismo oriental. Santo Antão do Deserto tornou-se um modelo destes Padres.

### O eremitismomedieval
Segundo Elisabeth da Silva dos Passos:
"O eremitismo dos séculos XII e XIII foi permeado pelo retorno às fontes, o ideal da vida apostólica e da Igreja Primitiva. Ou seja, os eremitas desejavam imitar rigorosamente os preceitos espirituais presentes no projeto de vida religiosa de Jesus.
No século XII, o eremitismo teria se desenvolvido em três vertentes principais. A primeira consistia na prática da ascese antecedendo a pregação, geralmente, dirigida aos grupos mais necessitados espiritualmente, como os leprosos e as mulheres, ressaltando a questão da pobreza. A segunda propunha que os eremitas estabelecessem vínculos com um mosteiro. E, a última, seria exemplificada através da Ordem dos Cartuxos, que requeria uma vida de penitência e isolamento rigoroso. Bruno de Colônia, o seu fundador, procurou combinar o ideal eremítico, "expresso na busca de Deus através da contemplação", com o cenobitismo, ressaltando, a busca pessoal de Deus.
Por causa da ausência de desertos na Europa Ocidental, os eremitas buscariam refúgios em locais remotos e desabitados, como cimos de montanhas e florestas. A descrição da aparência destes homens era terrível, assim como, as suas habitações. Vestiam-se muito pobres, as pernas apareciam semidescobertas, usavam barba comprida, pés descalços e, levavam consigo o cilício. A austeridade de suas habitações pode ser constatada através da escolha dos locais, pois viviam em covas, gargantas, ilhas selvagens, bosques funestos e terras não desbravadas.
Podemos dizer que na Europa Medieval nos séculos XII e XIII ser eremita estava intrinsecamente articulado a religiosidade. O eremitismo era um fenômeno religioso marcado essencialmente pela contemplação, ou seja, as orações em retiro, a penitência, a busca pelo isolamento e a mortificação da carne. Através destas práticas culturais específicas da espiritualidade eremítica, estes indivíduos buscavam manter contato com Deus."

### Eremitismo na História doBrasil Colônia

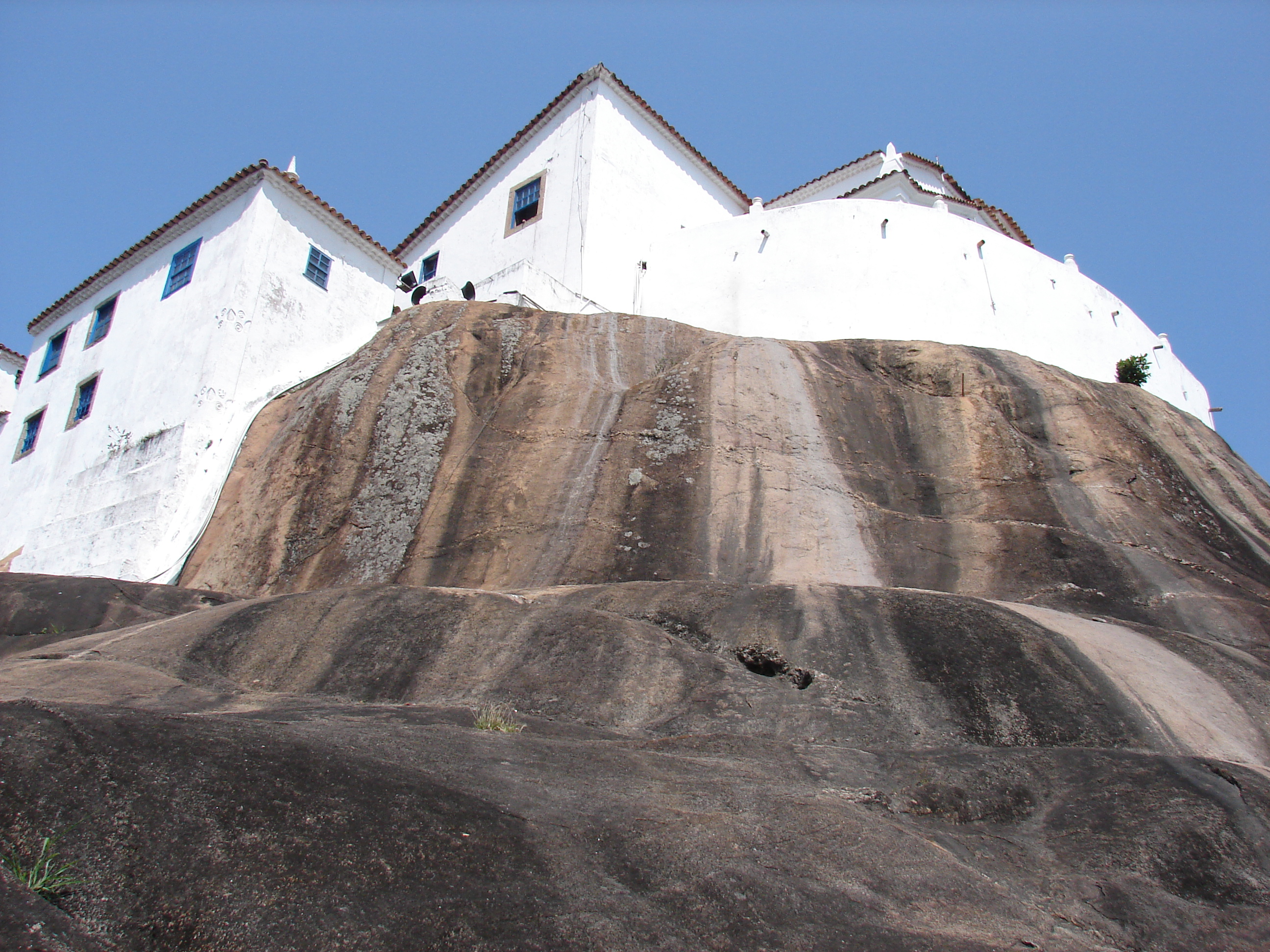
Santuário de Nossa Senhora da Penha, em Vila Velha (ES)

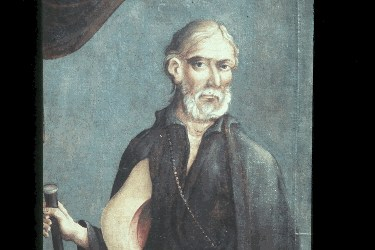
O Irmão Lourenço, fundador do Santuário do Caraça, por Manuel da Costa Ataíde

Em 1558, o irmão leigo franciscano Frei Pedro Palácios desembarcou no Espírito Santo com um painel de Nossa Senhora. Lá fundou o Santuário de Nossa Senhora da Penha, em Vila Velha.
O período áureo do eremitismo no Brasil foi durante o ciclo do ouro, ao final do século XVII. Eram leigos que buscavam uma vida ascética, vivendo em geral ao lado de uma ermida construída por eles. As autoridades eclesiais mantinham uma atitude de respeito em relação a este estilo de vida religioso durante o período colonial. Após a romanização do catolicismo brasileiro, o eremitismo leigo caiu no esquecimento.
Há documentação histórica sobre os seguintes eremitas no Brasil colonial:
- Antônio Caminha, construtor da ermida de Nossa Senhora da Glória do Outeiro;
- Francisco da Soledade, introdutor da devoção a Bom Jesus da Lapa, às margens do Rio São Francisco;
- Félix da Costa, construtor da ermida de Nossa Senhora da Conceição em Macaúbas, às margens do Rio das Velhas, Minas Gerais;
- Feliciano Mendes, construtor do Santuário de Bom Jesus de Matosinhos em Congonhas do Campo, Minas Gerais;
- Antônio Bracarena, construtor da ermida de Nossa Senhora da Piedade, em Caeté, Minas Gerais;
- Lourenço, construtor da ermida de Nossa Senhora Mãe dos Homens na serra do Caraça;
- Joaquim do Livramento, mais conhecido como Irmão Joaquim (Nossa Senhora do Desterro, atual Florianópolis, 20 de março de 1761 – Marselha, 1829) empreendeu viagens à Europa em busca de recursos para financiar suas obras. Edificou em diversas capitais do Império, estruturas que se distingue por várias obras sociais, como orfanatos, hospitais e seminários.

## Eremitas nas artes contemporâneas
Dois exemplos de eremitas são, na literatura o escritor americano Henry David Thoreau, e nas esculturas o alemão Manfred Gnädinger, que expôs suas obras ao ar livre na Galiza até serem destruídas por um derramamento de petróleo.